# Hyperoglyphe antarctica
El rufo antártico ( Hyperoglyphe antarctica ) es una especie de pez perciforme de la familia Centrolophidae.

## Morfología
Aunque por lo general no supera los 60 cm de longitud total, puede llegar a alcanzar los 140 cm.

## Hábitat
Su hábitat natural es bentopelágico. Vive en profundidades comprendidas entre 40 y 1500 m.

## Distribución geográfica
Se encuentra únicamente en el hemisferio sur: en el  sudoeste y sudeste del Atlántico, en el sudoeste del Índico y el sudoeste del Pacífico. Se reproduce en las costas del norte y este de Tasmania, donde la temporada de desove es en marzo y abril.

## Usos
El rufo antártico es el pescado más famoso de la comida tasmana, conocido como "trevalla" y considerado el mejor pescado del océano Austral.